# Alexander von Nordmann
Alexander von Nordmann (24 de mayo de 1803 - 25 de junio de 1866) fue un zoólogo, paleontólogo y botánico finés.

## Biografía
Publica en 1832 un trabajo que describe setenta especies de helmintos parásitos del humano y de otros vertebrados. Pasa a ser, el 22 de enero de 1832, profesor de historia natural en el Lyceum Richelieu en Odesa. Visita, en 1833, Crimea y se casa con su prima Anna Helen Blunk. Obtiene en 1834, el puesto de conservador de los árboles frutales y plantas decorativas del jardín botánico de Odesa.
Nordmann funda una escuela de horticultura y un departamento de sericultura. Estudia la flora del sur de Rusia y también de Hungría y de Serbia. Después de la muerte de su mujer durante una epidemia de cólera en 1848, se vuelve a Finlandia y enseña la zoología en la Universidad de Helsinki.

## Honores
La especie Abies nordmanianna Spach (el abeto de Nordmann) se le ha dedicado en su honor.
- La abreviatura «Nordm.» se emplea para indicar a Alexander von Nordmann como autoridad en la descripción y clasificación científica de los vegetales.[2]